# Leif Nielsen
Leif Bernhard Nielsen (ur. 28 maja 1942 w Kopenhadze) – duński piłkarz grający podczas kariery na pozycji bramkarza.

## Kariera klubowa
Karierę piłkarską Leif Nielsen rozpoczął w klubie Boldklubben Frem w 1960. 1968 spędził w amerykańskim klubie Houston Stars. W 1969 został zawodnikiem drugoligowego szkockiego Greenock Morton. Ostatni sezon w karierze spędził Celticu Glasgow, lecz nie udało mu się wystąpić w barwach The Bhoys w meczu ligowym.
| Sezon   | Klub                 | Kraj              | Rozgrywki    | Mecze | Bramki |
| ------- | -------------------- | ----------------- | ------------ | ----- | ------ |
| 1960    | Boldklubben Frem     | Dania             | 1. division  | ?     | ?      |
| 1961    | Boldklubben Frem     | Dania             | 1. division  | 22    | 0      |
| 1962    | Boldklubben Frem     | Dania             | 1. division  | 7     | 0      |
| 1963    | Boldklubben Frem     | Dania             | 1. division  | 22    | 0      |
| 1964    | Boldklubben Frem     | Dania             | 1. division  | 21    | 0      |
| 1965    | Boldklubben Frem     | Dania             | 1. division  | 22    | 0      |
| 1966    | Boldklubben Frem     | Dania             | 1. division  | 22    | 0      |
| 1967    | Boldklubben Frem     | Dania             | 1. division  | 21    | 0      |
| 1968    | Houston Stars        | Stany Zjednoczone | NASL         | 30    | 0      |
| 1968/69 | Greenock Morton F.C. | Szkocja           | Division Two | 14    | 0      |
| 1969/70 | Greenock Morton F.C. | Szkocja           | Division Two | 33    | 0      |
| 1970/71 | Greenock Morton F.C. | Szkocja           | Division Two | 7     | 0      |
| 1971/72 | Celtic F.C.          | Szkocja           | Division One | 0     | 0      |

## Kariera reprezentacyjna
W reprezentacji Danii Nielsen zadebiutował 17 czerwca 1964 w przegranym 0-3 meczu Pucharu Narodów Europy z ZSRR. Dania zajęła ostatnie, czwarte miejsce a Nielsen wystąpił w obu jej meczach. Ostatni raz w reprezentacji wystąpił 22 października 1967 w wygranym 3-0 meczu Mistrzostw Nordyckich z Finlandią. Od 1964 do 1967 roku rozegrał w kadrze narodowej 28 meczów.
| Mecze i gole w reprezentacji | Mecze i gole w reprezentacji | Mecze i gole w reprezentacji | Mecze i gole w reprezentacji | Mecze i gole w reprezentacji | Mecze i gole w reprezentacji | Mecze i gole w reprezentacji |
| #                            | Data                         | Miasto                       | Przeciwnik                   | Gol                          | Wynik                        | Rozgrywki                    |
| ---------------------------- | ---------------------------- | ---------------------------- | ---------------------------- | ---------------------------- | ---------------------------- | ---------------------------- |
| 1.                           | 17.06.1964                   | Barcelona                    | ZSRR                         |                              | 0:3                          | Euro 64                      |
| 2.                           | 20.06.1964                   | Barcelona                    | Węgry                        |                              | 1:3                          | Euro 64                      |
| 3.                           | 28.06.1964                   | Malmö                        | Szwecja                      |                              | 1:4                          | Mistrzostwa Nordyckie        |
| 4.                           | 06.09.1964                   | Helsinki                     | Finlandia                    |                              | 1:2                          | Mistrzostwa Nordyckie        |
| 5.                           | 11.10.1964                   | Kopenhaga                    | Norwegia                     |                              | 2:0                          | Mistrzostwa Nordyckie        |
| 6.                           | 21.10.1964                   | Kopenhaga                    | Walia                        |                              | 1:0                          | el. MŚ                       |
| 7.                           | 29.11.1964                   | Ateny                        | Grecja                       |                              | 2:4                          | el. MŚ                       |
| 8.                           | 01.12.1964                   | Tel Awiw-Jafa                | Izrael                       |                              | 1:0                          | towarzyski                   |
| 9.                           | 05.12.1964                   | Bolonia                      | Włochy                       |                              | 1:3                          | towarzyski                   |
| 10.                          | 09.06.1965                   | Kopenhaga                    | Finlandia                    |                              | 3:1                          | Mistrzostwa Nordyckie        |
| 11.                          | 20.06.1965                   | Kopenhaga                    | Szwecja                      |                              | 2:1                          | Mistrzostwa Nordyckie        |
| 12.                          | 27.10.1965                   | Moskwa                       | ZSRR                         |                              | 0:6                          | el. MŚ                       |
| 13.                          | 30.05.1966                   | Kopenhaga                    | Turcja                       |                              | 0:0                          | towarzyski                   |
| 14.                          | 21.06.1966                   | Esbjerg                      | Portugalia                   |                              | 1:3                          | towarzyski                   |
| 15.                          | 26.06.1966                   | Kopenhaga                    | Norwegia                     |                              | 0:1                          | Mistrzostwa Nordyckie        |
| 16.                          | 03.07.1966                   | Kopenhaga                    | Anglia                       |                              | 0:2                          | towarzyski                   |
| 17.                          | 18.09.1966                   | Helsinki                     | Finlandia                    |                              | 1:2                          | Mistrzostwa Nordyckie        |
| 18.                          | 21.09.1966                   | Budapeszt                    | Węgry                        |                              | 0:6                          | el. ME                       |
| 19.                          | 26.10.1966                   | Kopenhaga                    | Izrael                       |                              | 3:1                          | towarzyski                   |
| 20.                          | 06.11.1966                   | Sztokholm                    | Szwecja                      |                              | 1:2                          | Mistrzostwa Nordyckie        |
| 21.                          | 30.11.1966                   | Rotterdam                    | Holandia                     |                              | 0:2                          | el. ME                       |
| 22.                          | 24.05.1967                   | Kopenhaga                    | Węgry                        |                              | 0:2                          | el. ME                       |
| 23.                          | 04.06.1967                   | Kopenhaga                    | NRD                          |                              | 1:1                          | el. ME                       |
| 24.                          | 25.06.1967                   | Kopenhaga                    | Szwecja                      |                              | 1:1                          | Mistrzostwa Nordyckie        |
| 25.                          | 04.09.1967                   | Oslo                         | Norwegia                     |                              | 5:0                          | Mistrzostwa Nordyckie        |
| 26.                          | 04.10.1967                   | Kopenhaga                    | Holandia                     |                              | 3:2                          | el. ME                       |
| 27.                          | 11.10.1967                   | Lipsk                        | NRD                          |                              | 2:3                          | el. ME                       |
| 28.                          | 22.10.1967                   | Kopenhaga                    | Finlandia                    |                              | 3:0                          | Mistrzostwa Nordyckie        |

## Kariera trenerska
Po zakończeniu kariery piłkarskiej Nielsen został trenerem. Na przełomie lat 70. i 80. trenował Brønshøj BK i Ølstykke FC.